# Partit Nacional de Hong Kong
El Partit Nacional de Hong Kong (en xinès 香港民族黨 i amb acrònim HKNP) és un partit polític de Hong Kong amb el principal objectiu d'aconseguir la independència de Hong Kong. El HKNP va ser fundat per l'activista polític Chan Ho-tin el 28 de març del 2016. Els punts programàtics del HKNP es poden resumir en sis postulats : construir la República lliure i independent de Hong Kong, defensar els seus interessos, consolidar la consciència nacional, participar en totes les accions de resistència contra l'opressor xinès, anul·lar les actuals lleis imposades per la Xina tot redactant una constitució pròpia, i establir mecanismes de poder per a donar suport a la nova República de Hong Kong.